# Torrent del Mas Canals
El torrent del mas Canals, també anomenat torrent de Can Bonvilà, és un curs d'aigua del Vallès Occidental. Neix a l'oest del terme de Terrassa, creua els plans de Can Bonvilà passant a prop de Can bonvilà i mas Canals i finalment entra a la ciutat de Sabadell per desembocar a la riereta, al barri de Ca n'Oriac.